# Ла-Песга
Ла-Песга (ісп. La Pesga) — муніципалітет в Іспанії, у складі автономної спільноти Естремадура, у провінції Касерес. Населення — 1124 особи (2010).
Муніципалітет розташований на відстані близько 210 км на захід від Мадрида, 95 км на північ від Касереса.

## Демографія
Динаміка населення (INE ):